# Jean-François Stévenin
Jean-François Stévenin, född 23 april 1944 i Lons-le-Saunier i Frankrike, död 27 juli 2021 i Neuilly-sur-Seine, var en fransk skådespelare och filmregissör. Han har arbetat i mer än 150 filmer sedan 1968. Han medverkade i filmen Lune froide, som deltog i tävlingen på filmfestivalen i Cannes 1991.
Han dog den 27 juli 2021 på sjukhuset i Neuilly-sur-Seine vid 77 års ålder.
Han tog examen från HEC Paris 1967.